# Simfonia núm. 1 (Milhaud)
La Simfonia núm. 1, op. 210, va ser composta per Darius Milhaud a França l'any 1939. Es va estrenar el 17 d'octubre de 1940, amb el mateix compositor dirigint l'Orquestra Simfònica de Chicago.
La simfonia va ser composta durant un període de malaltia i angoixa després de l'esclat de la Segona Guerra Mundial. A prop dels cinquanta anys en aquell moment i ja un compositor molt prolífic i madur, Milhaud mai havia intentat escriure una simfonia abans. Malgrat la seva antipatia expressada cap a la "música alemanya" tipificada per la simfònica, va acceptar un encàrrec per a aquesta obra de l'⁣Orquestra Simfònica de Chicago, a prop del seu 50è aniversari. Milhaud va escriure dotze simfonies fins al 1963.
Malgrat les difícils circumstàncies en què va ser escrita, la Primera Simfonia de Milhaud és una obra brillant i optimista amb l'estil neoclàssic únic del seu compositor. Amb una durada total d'uns 24 minuts, els quatre moviments de la peça són:
1. Pastoral. Modérément animé (aprox. 7')
2. Très vif (aprox. 4'30")
3. Très modern (aprox. 6'30")
4. Final. Animé (aprox. 6'20")

Aquesta simfonia, que no s'ha de confondre amb la Petita Simfonia núm. 1 de Milhaud "Le printemps", Op.43 (1917), és publicada per Heugel &amp; Cie.

## Enregistraments
- un enregistrament mono de 1943 pel segell Guild, amb l'⁣Orquestra Simfònica de l'NBC dirigida per Leopold Stokowski
- un enregistrament mono de 1956 realitzat per GDR Radio, amb l'⁣Orquestra Simfònica de la Ràdio de Berlín dirigida per Rolf Kleinert
- un enregistrament totalment digital del 1991 de Michel Plasson i la Toulouse Capitole Orchestra, a Deutsche Grammophon
- un enregistrament totalment digital de 1995 d'⁣Alun Francis i la Radio-Sinfonieorchester Basel, part d'una caixa de les Simfonies núm. 1-12 de Milhaud a CPO.